# Бурсиан, Наталия Робертовна
Наталия Робертовна Бурсиан (19.10.1918, Киев — 2003, Санкт-Петербург) — российский учёный, химик-технолог. Доктор технических наук (1974), профессор (1982).

## Биография
Дочь врача, репрессированного в 1937 г..
В 1928—1935 гг. училась в Ленинградской Советской единой трудовой школе I и II ступени (бывшая Петербургская школа Карла Мая).
Окончила Ленинградский химико-технологический институт им. Ленсовета (1940) по специальности «технология пластических масс» и в 1947 г. аспирантуру при ЛенНИИ (ВНИИНефтехим).
В 1939—1941 научный сотрудник Государственного института высоких давлений (Ленинград), в 1941—1945 инженер в Центральном институте авиационных топлив и масел (ЦИАТМ) и на Уфимском нефтеперерабатывающем заводе.
В 1947 году на базе ЦИАТМ образован ЛенНИИ (с 1958 г. ВНИИ нефтехимических процессов, с 1980 г. — головное подразделение объединения «Леннефтехим» Миннефтехимпрома СССР, с 1995 г. — АООТ «ВНИИНефтехим»). Там Наталия Бурсиан работала вначале старшим научным сотрудником, в 1967—1985 зав. лабораторией изомерации и дегидрирования углеводородов. С 1985 г. — старший научный сотрудник-консультант.
Доктор технических наук (1974), тема диссертации «Исследования в области изомеризации парафиновых углеводородов». Профессор (1982).
Область научных исследований — разработка и внедрение процессов и катализаторов для нефтепереработки и нефтехимии (риформинг, изомеризация).
Автор монографии «Технология изомеризации парафиновых углеводородов» (Л.: Химия, 1985), разделов «Изомеризация» в «Справочнике нефтехимика» (Л.: Химия, 1978) и «Кратком справочнике нефтехимика» (СПб.: Химия, 1993), раздела «Изомеризация парафиновых углеводородов» в «Справочнике нефтепереработчика» (Л.: Химия, 1986).
Награждена орденом Трудового Красного Знамени (1971), медалью «За доблестный труд в Великой Отечественной войне 1941—1945 гг.», медалью «Ветеран труда», нагрудными знаками «Отличник нефтеперерабатывающей и нефтехимической промышленности» (1969,1979), «Лучший изобретатель Миннефтехимпрома СССР» (1984), «Почетный донор РСФСР» (1996), двумя золотыми (1960, 1975), четырьмя серебряными (1964, 1968, 1969) и бронзовой (1975) медалями ВДНХ СССР.
Племянница В. Р. Бурсиана.